# Christian Frederik Mossin
Christian Frederik Mossin (25. juli 1805 i Rønne – 7. maj 1867) var en dansk sognepræst og politiker.
Han var søn af major, tøjmester ved Bornholms Artilleri Christian Peter Mossin og Elisabeth f. Sahlgreen, blev student fra Rønne lærde Skole 1823, cand. theol. 1830 og adjunkt ved skolen 1826. Han blev sognepræst til Olsker og Allinge 1834, og 22. juli 1846 blev han sognepræst i Aaker Sogn, hvilket han var til sin død 1867.
Ved suppleringsvalget 27. november 1857 efter den første bornholmske landstingsmand, kammerherre L.V.H. Krabbes død, blev Mossin den vindende kandidat i 4. landstingskreds med 27 stemmer mod 17. Han var landstingsmand for Bornholm indtil 1. august 1862, hvor han trådte tilbage og ikke senere opstillede. På tinge var han konservativ.
Han var gift med Karen Marie "Stine" Jensen (1814-?).